# Arabisch Hoger Comité

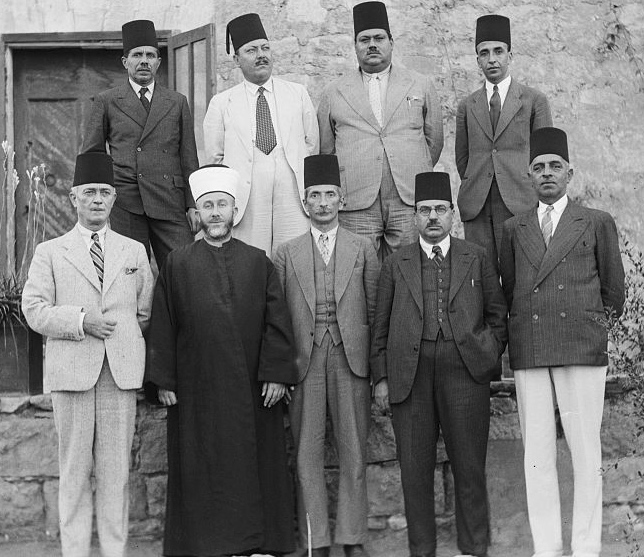
Het Arabisch Hoger Comité in 1936. De tweede van links op de eerste rij is de voorzitter, Amin al-Hoesseini

Het Arabisch Hoger Comité (Arabisch: اللجنة العربية العليا) was het centrale politieke orgaan van de Arabische inwoners van het Mandaatgebied Palestina. Het comité werd op 25 april 1936 opgericht op initiatief van Mohammad Amin al-Hoesseini, de moefti van Jeruzalem.
Het Arabisch Hoger Comité speelde een belangrijke rol tijdens de Arabische opstand van 1936 tot 1939. Op 15 mei riep het comité op tot een algemene staking, het stoppen van het betalen van belastingen aan de Britten en tot een stop van de Joodse immigratie. Na de moord op de Britse districtscommissaris Lewis Yelland Andrews in Nazareth werd het Arabisch Hoge Comité op 27 september 1937 door de Britse mandaatsmacht verboden. In oktober 1937 vluchtte al-Hoesseini naar Libanon. Hij was in 1941 betrokken bij de staatsgreep van Rasjid Ali al-Gailani in Irak en bracht de rest van de oorlog door in nazi-Duitsland. Ook de andere leden van het Arabisch Hoger Comité verbleven langere tijd buiten Palestina.
In november 1945 richtte de Arabische Liga het Arabisch Hoger Comité opnieuw op. Op dat moment stond al-Hoesseini nog onder huisarrest in Frankrijk. Na het aannemen van het verdelingsplan van de Verenigde Naties ontstond een burgeroorlog in het mandaatgebied Palestina, die zich ontwikkelde tot de Arabisch-Israëlische Oorlog van 1948. In die periode stond het Arabisch Hoge Comité weer onder leiding van al-Hoesseini. Op 22 september 1948 richtte de Arabische Liga in Gaza een Palestijnse regering op die geleid werd door al-Hoesseini. Deze regering werd echter niet erkend door Transjordanië dat de Westelijke Jordaanoever en Oost-Jeruzalem had veroverd. Het Arabisch Hoger Comité hield hierna op te bestaan.